# Elecciones presidenciales de Guinea Ecuatorial de 2016
Elecciones presidenciales se llevaron a cabo en Guinea Ecuatorial el 24 de abril de 2016. En ellas resultó reelegido el presidente Teodoro Obiang, aunque la legitimidad de los comicios fue seriamente cuestionada, siendo estos considerados como fraude electoral por muchos. La elección fue convocada por Obiang el 11 de marzo.

## Candidatos
El principal candidato fue el actual presidente Teodoro Obiang Nguema Mbasogo, compitiendo por su primer período después del referéndum constitucional de 2011, tras el cual se limitó el mandato presidencial a un máximo de dos periodos de siete años. Se presentó como candidato del Partido Democrático de Guinea Ecuatorial (PDGE), siendo apoyado además por la Convención Liberal Democrática (CLD), la Convergencia Social Democrática y Popular (CSDP), la Alianza Democrática Progresista (ADP), la  Unión Popular (UP),  la Unión Democrática Nacional (UDENA), el Partido Liberal (PL), el Partido Social Demócrata (PSD), el Partido Socialista de Guinea Ecuatorial (PSGE) y la Unión Democrática Social (UDS). Obiang anunció su candidatura por primera vez el 10 de noviembre de 2015 en una convención del PDGE en Bata, en la que obtuvo el apoyo de la totalidad de los militantes asistentes. Pocas semanas antes de los comicios, Obiang declaró que esta sería la última vez que se presentaría.
El principal partido de la oposición, la Convergencia para la Democracia Social (CPDS), boicoteó las elecciones, al igual que una parte importante de la oposición, acusándolas de ser irregulares, ilegales (al haber sido convocadas antes de tiempo puesto que estaban previstas para octubre), y fraudulentas. La CPDS también acusó a Obiang de «carecer de la más mínima voluntad de organizar elecciones creíbles». El Frente de Oposición Democrática (FOD), una coalición de partidos disidentes (integrada por la CPDS, el MAIB, la FDR y la facción opositora de UP), también boicoteó la elección citando que esta sería anticonstitucional y que Obiang ganaría con una gran puntuación como «resultado de fraude».
Los candidatos de oposición que si participaron fueron principalmente personalidades nuevas con poco reconocimiento político, representando a fuerzas extraparlamentarias. También hubo tres candidatos independientes.
El listado completo de candidatos fue:
- Teodoro Obiang Nguema - Partido Democrático de Guinea Ecuatorial (PDGE).
- Buenaventura Monsuy Asumu - Partido de la Coalición Social Demócrata (PCSD)
- Carmelo Mba Bacale Namabale - Acción Popular de Guinea Ecuatorial (APGE)
- Avelino Mocache Mehenga - Unión de Centro Derecha (UCD)
- Agustín Masoko Abegue - Independiente
- Benedicto Obiang Mangue - Independiente
- Tomas Mba Monabang - Independiente

Los candidatos de oposición e independientes recibieron en su conjunto 914 000 euros para financiar sus campañas, mientras que el PDGE recibió 152 000. El candidato Buenaventura Mesuy del PCSD denunció al Gobierno por disminuir la subvención en comparación con las elecciones presidenciales anteriores, y declaró que las elecciones serían un "fraude monumental".

### Candidatura fallida de Gabriel Nsé Obiang
La Junta Electoral Nacional de Guinea Ecuatorial (JEN) descartó la candidatura del opositor Gabriel Nsé Obiang Obono, del partido Ciudadanos por la Innovación (CI). Si bien la razón oficial fue que el candidato no tenía arraigo en el país los últimos cinco años, su formación denunció que el régimen de Obiang buscaba dejar fuera su candidatura bajo la falsa acusación de planear un golpe de Estado, y que la sede del partido había sido rodeada de militares armados horas antes de la proclamación oficial de las candidaturas. El ministro del Interior Clemente Engonga Nguema Onguene (presidente de la JEN) y el primer ministro Vicente Ehate Tomi desmintieron que el gobierno hubiera realizado esas acusaciones, aunque la Junta Electoral acusó a CI de perpetrar actos violentos.
A raíz del ataque del ejército, seis personas resultaron heridas y según los afectados también varias resultaron detenidas y muertas, incluyendo al jefe de campaña que resultó herido. Nsé Obiang declaró que el objetivo de los militares era eliminarlo. Para cesar con el asedio, el partido solicitó la ayuda de gobiernos e instituciones internacionales. Finalmente el 5 de mayo, tras dos semanas de asedio, los militares abandonaron el cerco que rodeaba a la sede de partido. En total, se encontraban encerrados unos 200 militantes y simpatizantes, y en el asalto participaron cerca de 300 efectivos del Ejército.
Ciudadanos por la Innovación pidió a sus militantes y simpatizantes abstenerse en protesta por la exclusión de su candidato, la cual fue calificada por la formación como una exclusión política ya que según ellos la Junta Electoral Nacional quería "a toda costa evitar la concurrencia" de Nse Obiang.
Nse Obiang denunció que el asedio se retomó tras las elecciones y que los militares continuaban con el objetivo de matarle.

## Observación
La elección fue supervisada por 40 observadores de la Unión Africana, liderados por el expresidente de Benín Yayi Boni y procedentes de varios países, así como por el Instituto Panafricano de Asistencia Electoral (IPAE). Otros organismos que participaron fueron la ONG Liga de Electores, la Comisión de Observadores de la Comunidad de Países de Lengua Portuguesa (CPLP), la Comunidad Económica de los Estados de África Central (CEEAC), y el  Instituto de la Estrategia para la Democracia de Estados Unidos. Estos organismos, al contrario de la mayoría de la comunidad internacional, emitieron comentarios positivos sobre los comicios, declarando que estos fueron libres y transparentes. Las elecciones también fueron observadas por Abdoulaye Bathily, enviado especial para África Central del Secretario General de las Naciones Unidas, Ban Ki-moon.
Yayi Boni felicitó públicamente a la población del país por su participación en los comicios.

## Denuncias
Tres días después del anuncio de la fecha de las elecciones, Human Rights Watch denunció que el Centro de Estudios e Iniciativas para el Desarrollo de Guinea Ecuatorial (una de las pocas asociaciones civiles independientes) había recibido la orden de cerrar. De acuerdo con EG Justice, un miembro de la Unión de Centro Derecha fue detenido y golpeado por las autoridades durante la campaña. 12 reporteros de la cadena Africa24 también fueron detenidos a su entrada en el país durante cinco horas antes de ser liberados, y seis de ellos fueron expulsados del país. La cadena televisiva tenía la intención de organizar varios debates presidenciales entre los candidatos, pero esto no se pudo concretar.
Hubo denuncias de fraude electoral generalizado por parte de los candidatos opositores y la comunidad internacional. Si bien el gobierno guineano desestimó estas acusaciones, el ministro Clemente Engonga reconoció «numerosas anomalías, como el hecho de que, en varias localidades, el número de votantes superara al de inscritos».

## Resultados
Los resultados finales oficiales fueron:
| Candidato | Partido                                  | Votos   | %     |
| --- | ---------------------------------------- | ------- | ----- |
| Teodoro Obiang Nguema Mbasogo | Partido Democrático de Guinea Ecuatorial | 271.177 | 93.53 |
| Avelino Mocache Mehenga | Unión de Centro Derecha                  | 4.556   | 1.57  |
| Buenaventura Monsuy Asumu | Partido de la Coalición Social Demócrata | 4.417   | 1.53  |
| Benedicto Obiang Mangue | Independiente                            | 2.802   | 0.97  |
| Carmelo Mba Bakale | Acción Popular de Guinea Ecuatorial      | 2.415   | 0.83  |
| Agustín Masoko Abegue | Independiente                            | 2.412   | 0.83  |
| Tomas Mba Monabang | Independiente                            | 2.154   | 0.74  |
| Votos válidos | Votos válidos                            | 289.933 | 100   |
| Votos nulos | Votos nulos                              | 7.032   | –     |
| Votos en blanco | Votos en blanco                          | 4.832   | –     |
| Total | Total                                    | 301.797 |       |
| Habitantes inscritos/participación | Habitantes inscritos/participación       | 325.548 | 92.70 |
| Fuente: Tribunal Constitucional de Guinea Ecuatorial (enlace roto disponible en Internet Archive; véase el historial, la primera versión y la última). |                                          |         |       |

## Consecuencias
Con la victoria obtenida, Teodoro Obiang fue reelegido para un nuevo mandato de siete años, que finalizará en 2023. El 2 de mayo tuvo lugar su proclamación como Presidente de la República por el Tribunal Constitucional. Ese mismo día, se llevó a cabo una fiesta para celebrar los resultados, en la que participaron Obiang y militantes del PDGE. El 20 de mayo tuvo lugar una ceremonia de investidura a la que asistieron varios jefes de Estado del continente africano.

### Reacciones
Obiang recibió las felicitaciones de su rival electoral Benedicto Obiang Mangue, así como las del presidente de Camerún Paul Biya, las del presidente de China Xi Jinping, las del presidente de la Asamblea Suprema del Pueblo de Corea del Norte Kim Yong-nam, las del rey de Marruecos Mohamed VI, las del activista por los derechos civiles estadounidense Jesse Jackson, las del  Rey de los zulúes en Sudáfrica Goodwill Zwelithini kaBhekuzulu, las del presidente de la República Centroafricana Faustin Archange Touadera, y las de una delegación estadounidense encabezada por la exsenadora Carol Moseley Braun. Por otra parte, Obiang fue felicitado por la Academia Ecuatoguineana de la Lengua Española.
Por otro lado, la Unión Europea (a través de la Alta representante de la Unión Europea para Asuntos Exteriores y Política de Seguridad, Federica Mogherini) declaró que las elecciones habían sido «una oportunidad perdida para democratizar el país». El candidato Avelino Mocache Mehenga rechazó, por otra parte, los informes emitidos por la Unión Africana. Tras la publicación de los resultados, la CPDS calificó a los comicios como un «enésimo asalto al poder» de Obiang.